# Leonardo Navigajoso
Leonardo Navigajoso (fallecido en 1260) fue un noble veneciano y segundo gobernante latino de la isla de Lemnos en Grecia.
Leonardo heredó el título de megaduque del Imperio latino y el gobierno de la mitad de Lemnos a la muerte de su padre, Filocalo Navigajoso, en 1214. Sus dos hermanas heredaron una cuarta parte de la isla cada una, y lo transmitieron a sus hijos. Leonardo tenía tres hijos, Paolo, que lo sucedió, Filippo y Nicolao. Todos ellos murieron en 1276-1277, cuando su capital, Kastro, fue asediada por los bizantinos bajo el mando de Licario. La viuda de Paolo finalmente rindió la ciudad y el resto de la isla en 1278.